# Герб Гаїті

Герб Гаїті часів Дювальє

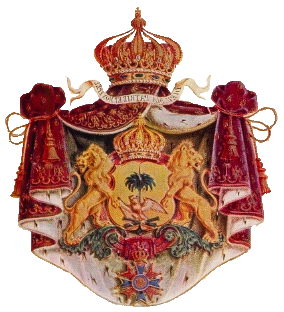
Герб Імперії Гаїті (1849—1859)

Герб Гаїті — один з державних символів Гаїті. Його офіційно було прийнято в 1807 році.
На гербі зображена капустяна пальма з фригійським ковпаком на ній. Ковпак символізує свободу, і трофеїв — рушниць, прапорів, сокир, гармат, гарматних ядер, бойових труб, якорів і т. д.
Девіз французькою мовою «L'Union Fait La Force» на прапорі Гаїті означає «Союз створює силу». Символ залишався до 1849 року, поки генерал Фаустин коронував себе, як імператора Фостена I. У той же час імператор додав до герба імператорську зброю: дві гармати і імперський орел.
Після того, як імператор був змушений покинути країну в 1859 році, було відновлено старий герб. З тих пір склад прапора залишається тим же самим, але кольори та елементи дещо змінилися.